# Mareuil-sur-Ourcq
Mareuil-sur-Ourcq és un municipi francès, situat al departament de l'Oise i a la regió dels Alts de França. L'any 2007 tenia 1.550 habitants.

## Demografia

### Població
El 2007 la població de fet de Mareuil-sur-Ourcq era de 1.550 persones. Hi havia 525 famílies de les quals 88 eren unipersonals (36 homes vivint sols i 52 dones vivint soles), 135 parelles sense fills, 258 parelles amb fills i 44 famílies monoparentals amb fills.
La població ha evolucionat segons el següent gràfic:
Habitants censats

### Habitatges
El 2007 hi havia 608 habitatges, 531 eren l'habitatge principal de la família, 26 eren segones residències i 50 estaven desocupats. 552 eren cases i 54 eren apartaments. Dels 531 habitatges principals, 435 estaven ocupats pels seus propietaris, 80 estaven llogats i ocupats pels llogaters i 16 estaven cedits a títol gratuït; 6 tenien una cambra, 32 en tenien dues, 74 en tenien tres, 149 en tenien quatre i 271 en tenien cinc o més. 410 habitatges disposaven pel capbaix d'una plaça de pàrquing. A 221 habitatges hi havia un automòbil i a 263 n'hi havia dos o més.

### Piràmide de població
La piràmide de població per edats i sexe el 2009 era:
| Homes | Edats   | Dones |
| ----- | ------- | ----- |
| 0     | 95 o +  | 0     |
| 4     | 90 a 94 | 0     |
| 0     | 85 a 89 | 12    |
| 0     | 80 a 84 | 12    |
| 12    | 75 a 79 | 28    |
| 8     | 70 a 74 | 24    |
| 36    | 65 a 69 | 20    |
| 28    | 60 a 64 | 20    |
| 40    | 55 a 59 | 44    |
| 52    | 50 a 54 | 40    |
| 44    | 45 a 49 | 64    |
| 68    | 40 a 44 | 32    |
| 52    | 35 a 39 | 60    |
| 60    | 30 a 34 | 60    |
| 56    | 25 a 29 | 40    |
| 48    | 20 a 24 | 16    |
| 40    | 15 a 19 | 24    |
| 80    | 10 a 14 | 52    |
| 64    | 5 a 9   | 76    |
| 72    | 0 a 4   | 52    |

## Economia
El 2007 la població en edat de treballar era de 986 persones, 754 eren actives i 232 eren inactives. De les 754 persones actives 687 estaven ocupades (380 homes i 307 dones) i 68 estaven aturades (23 homes i 45 dones). De les 232 persones inactives 71 estaven jubilades, 90 estaven estudiant i 71 estaven classificades com a «altres inactius».

### Ingressos
El 2009 a Mareuil-sur-Ourcq hi havia 534 unitats fiscals que integraven 1.568 persones, la mediana anual d'ingressos fiscals per persona era de 18.787 €.

### Activitats econòmiques
Dels 43 establiments que hi havia el 2007, 2 eren d'empreses alimentàries, 2 d'empreses de fabricació d'altres productes industrials, 9 d'empreses de construcció, 7 d'empreses de comerç i reparació d'automòbils, 10 d'empreses de transport, 1 d'una empresa d'hostatgeria i restauració, 1 d'una empresa d'informació i comunicació, 1 d'una empresa financera, 2 d'empreses immobiliàries, 3 d'empreses de serveis, 1 d'una entitat de l'administració pública i 4 d'empreses classificades com a «altres activitats de serveis».
Dels 19 establiments de servei als particulars que hi havia el 2009, 1 era una oficina de correu, 1 una oficina bancària, 1 funerària, 1 taller de reparació d'automòbils i de material agrícola, 1 paleta, 3 fusteries, 1 lampisteria, 2 electricistes, 2 empreses de construcció, 2 perruqueries, 1 restaurant, 2 agències immobiliàries i 1 saló de bellesa.
Dels 2 establiments comercials que hi havia el 2009, 1 era una botiga de més de 120 m² i 1 una botiga de menys de 120 m².
L'any 2000 a Mareuil-sur-Ourcq hi havia 3 explotacions agrícoles que ocupaven un total de 552 hectàrees.

## Equipaments sanitaris i escolars
L'únic equipament sanitari que hi havia el 2009 era una farmàcia.
El 2009 hi havia 1 escola maternal i 1 escola elemental.

## Poblacions més properes
El següent diagrama mostra les poblacions més properes.